# أندرس جروندال
أندرس جروندال (بالنرويجية: Anders Grøndal‏) مواليد 4 مارس 1984، هو سائق راليات نرويجي. بدأ مسيرته في سنة 2004. كان أول رالي له هو رالي السويد 2004. شارك في بطولة العالم للراليات.

## روابط خارجية
- أندرس جروندال على موقع eWRC-results.com (الإنجليزية)